# ふくおか県酪農業協同組合
ふくおか県酪農業協同組合（ふくおかけんらくのうぎょうきょうどうくみあい、通称：ふくおか県酪）は福岡県福岡市博多区に本所を置く農業協同組合。酪農業の専門農協である。

## 概要
酪農専門農協として、おもに組合員の生産する生乳の販売や、組合員への飼料の供給などを行っている。
信用事業は行っていない。合併前の組合の一部は信用事業を行っていたが、合併に先立って信用事業は整理した。

## 沿革
- 2007年（平成19年）4月 - 福岡県内の10酪農専門農協が合併し、ふくおか県酪農業協同組合が発足[1]。
- 2008年（平成20年）
  - 6月 - 京都酪農協を合併。
  - 10月 - 福岡県酪農業協同組合連合会が解散し、その権利義務を承継。

## 店舗・施設
- 本所
- 福岡支所
- 久留米支所
- 飯塚支所
- 福岡乳牛診療・人工授精所
- 久留米地区乳牛診療・人工授精所
- 飯塚地区乳牛診療・人工授精所
- 県南飼料倉庫
- ETセンター
- 畜産支援牧場